# Tyngdlyftning vid olympiska sommarspelen 1972
Tävlingarna i tyngdlyftning vid de olympiska sommarspelen 1972 i München hölls mellan den 27 juli och 6 augusti 1972 i Mässegeländer Hall.

## Medaljfördelning
| Medaljfördelning |               |      |        |       |        |
| Placering        | Nation        | Guld | Silver | Brons | Totalt |
| 1                | Bulgarien     | 3    | 3      | 0     | 6      |
| 2                | Sovjetunionen | 3    | 1      | 1     | 5      |
| 3                | Ungern        | 1    | 1      | 3     | 5      |
| 4                | Polen         | 1    | 1      | 1     | 3      |
| 5                | Norge         | 1    | 0      | 0     | 1      |
| 6                | Iran          | 0    | 1      | 0     | 1      |
| 6                | Libanon       | 0    | 1      | 0     | 1      |
| 6                | Västtyskland  | 0    | 1      | 0     | 1      |
| 9                | Östtyskland   | 0    | 0      | 2     | 2      |
| 10               | Italien       | 0    | 0      | 1     | 1      |
| 10               | Sverige       | 0    | 0      | 1     | 1      |

## Medaljörer

### Herrar
| Gren                              | Guld                               | Silver                          | Brons                           |
| Flugvikt 52 kg Detaljer...        | Zygmunt Smalcerz · Polen           | Lajos Szűcs · Ungern            | Sándor Holczreiter · Ungern     |
| Bantamvikt 56 kg Detaljer...      | Imre Földi · Ungern                | Mohammad Nassiri · Iran         | Gennadij Tjetin · Sovjetunionen |
| Fjädervikt 60 kg Detaljer...      | Norair Norikian · Bulgarien        | Dito Sjanidse · Sovjetunionen   | János Benedek · Ungern          |
| Lättvikt 67,5 kg Detaljer...      | Mutjarbi Kirsjinov · Sovjetunionen | Mladen Kutjev · Bulgarien       | Zbigniew Kaczmarek · Polen      |
| Mellanvikt 75 kg Detaljer...      | Jordan Bikov · Bulgarien           | Mohamed Tarabulsi · Libanon     | Anselmo Silvino · Italien       |
| Lätt tungvikt 82,5 kg Detaljer... | Leif Jenssen · Norge               | Norbert Ozimek · Polen          | György Horváth · Ungern         |
| Mellantungvikt 90 kg Detaljer...  | Andon Nikolov · Bulgarien          | Atanas Sjopov · Bulgarien       | Hans Bettembourg · Sverige      |
| Tungvikt 110 kg Detaljer...       | Jaan Talts · Sovjetunionen         | Alexander Kraitsjev · Bulgarien | Stefan Grützner · Östtyskland   |
| Supertungvikt +110 kg Detaljer... | Vasilij Aleksejev · Sovjetunionen  | Rudolf Mang · Västtyskland      | Gerd Bonk · Östtyskland         |